# علم ميكانيكا الأرض

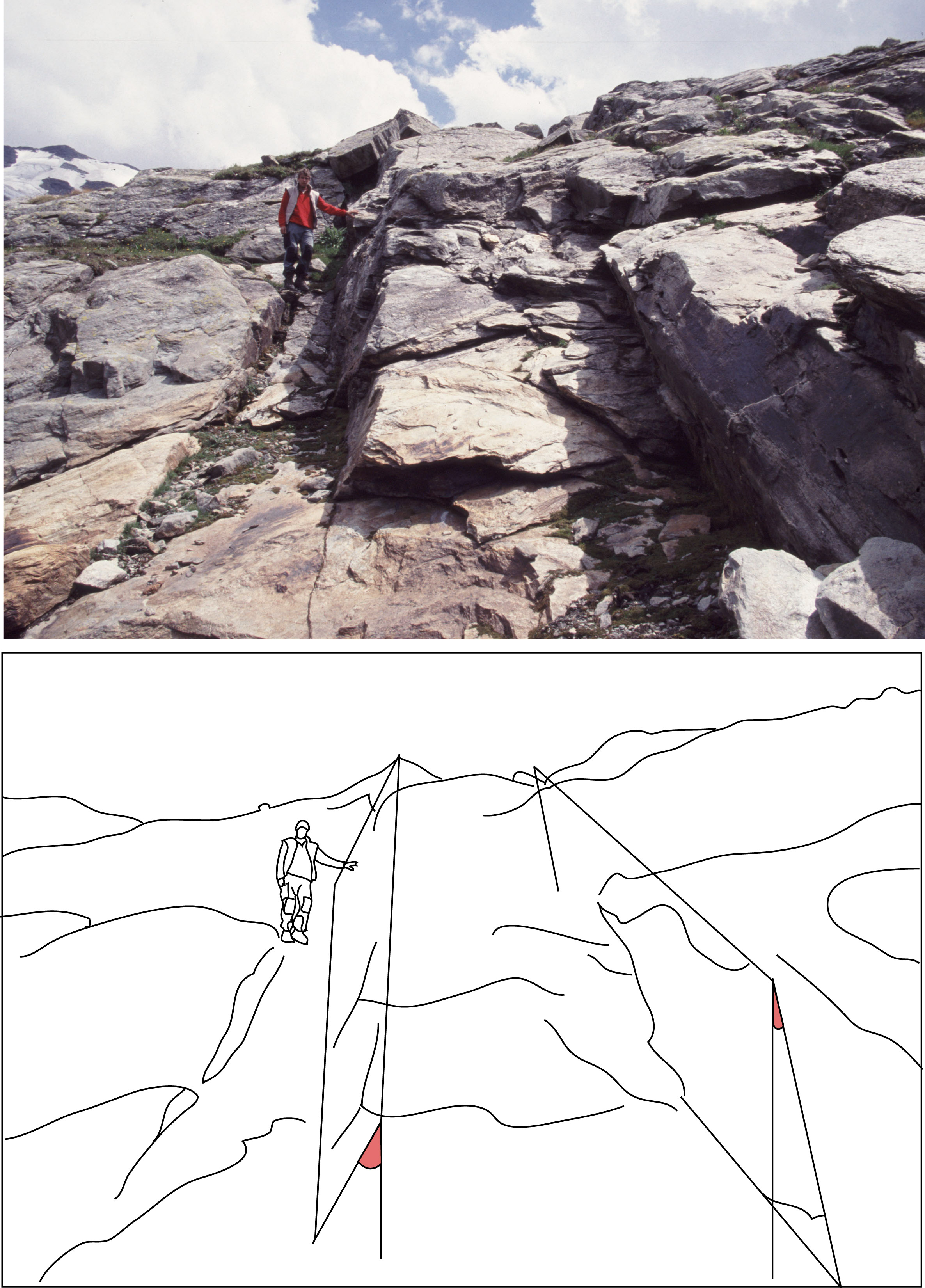

علم ميكانيكا الأرض (Geomechanics) (من البادئة اليونانية geo- بمعنى «الأرض» أما mechanics) فتعني أنها تتضمن دراسة جيولوجية لسلوك التربة والصخور. ويتمثل الفرعان الأساسيان لعلم ميكانيكا الأرض في ميكانيكا التربة وميكانيكا الصخور. ويتناول أولاهما سلوك التربة بدءًا من الانزلاقات الأرضية صغيرة النطاق حتى الانزلاقات واسعة النطاق. أما ثانيهما فيتناول قضايا في علوم الأرض لها علاقة بوصف الكتل الصخرية وميكانيكا الكتل الصخرية مثل تلك الميكانيكيات المطبقة في صناعة النفط أو الأعماق السحيقة وتصميم الأنفاق وكسر الصخور وثقبها. وهناك جوانب من علم ميكانيكا الأرض تتداخل مع أجزاء من الهندسية الجيوتقنية والجيولوجيا الهندسية والهندسة الجيولوجية. والتطورات الحديثة من هذا العلم تتصل بـعلم الزلازل والميكانيكا الاستمرارية والميكانيكا غير الاستمرارية وميكانيكا الحركة الحيوية.